# Hammer of the North
Hammer of the North ist das fünfte Studioalbum der schwedischen Band Grand Magus. Das Album wurde im 18. Juni 2010 über Roadrunner Records veröffentlicht.

## Musik
Das Album ist zwischen Heavy Rock und klassischem Heavy Metal angesiedelt. I the Jury weist Tendenzen in Richtung Judas Priest auf. Lord of Lies dagegen wurde mit Black Sabbath verglichen. Andere Stücke wie Mountains Be My Throne sind im epischen Metal beheimatet oder rockig gehalten (At Midnight They'll Get Wise). Das Albumartwork stammt von Necrolord.

## Rezeption
El Greco von Stormbringer.at gab dem Album 4,5 von 5 Punkten. Er schrieb die Band überzeuge "abermals auf ganzer Linie". "Die musikalische Ausrichtung stimmt, jener Sprung von Tradition zu Moderne gelingt kaum einer Band so gut, Produktion und visuelle Gestaltung begeistern ebenso." Im Magazin Rock Hard wurde das Album zum Album des Monats gekürt. Götz Kühnemund gab 9 von 10 Punkten. Grand Magus seien zu einer "reinrassige(n) Heavy-Metal-Band geworden, die das Majestätisch-Epische von Dio mit den schweren, straighten Hammer-Riffs von Black Sabbath" verbinde. Sein Fazit lautete: "Echter Heavy Metal mit Seele für die Ewigkeit!"

## Titelliste
1. "I, the Jury" – 4:15
2. "Hammer of the North" – 5:13
3. "Black Sails" – 5:08
4. "Mountains Be My Throne" – 3:46
5. "Northern Star" – 4:19
6. "The Lord of Lies" 6:14
7. "At Midnight They'll Get Wise" – 3:45
8. "Bond of Blood" – 4:44
9. "Savage Tales" – 4:42
10. "Ravens Guide Our Way" – 5:52

Japan-Bonustitel
1. "Crown of Iron"

Limited Edition Bonus-DVD
1. "Hammer of The North" video
2. "At Midnight They'll Get Wise" video
3. Behind The Scenes
4. Track By Track
5. Private Talk